# Craterocapsa
Craterocapsa – rodzaj roślin z rodziny dzwonkowatych. Obejmuje 5 gatunków występujących w południowej Afryce – w Zimbabwe, Lesotho, Eswatini i Południowej Afryce. Craterocapsa tarsodes wykorzystywany jest w miejscowej medycynie w leczeniu padaczki – zawiera werbaskozyd o działaniu neurosedatywnym (uspokajającym).

## Morfologia
PokrójByliny o pędach płożących, często tworzących gęste skupienia.
LiścieOgonkowe i siedzące, skrętoległe, czasem naprzeciwległe.
KwiatyPojedyncze lub (rzadziej) skupione po kilka na szczycie pędów lub w kątach liści. Korona biała lub liliowa, zrosłopłatkowa, lejkowata z wolnymi łatkami nieco tylko krótszymi od rurki. Pręciki z okazałymi pylnikami osadzonymi na nitkach rozszerzonych u nasady i wolnych. Zalążnia dolna, trójkomorowa (rzadko dwukomorowa) z szyjką słupka zgrubiałą u nasady.
OwoceTorebki po dojrzeniu z pojedynczą komorą otwierające się wieczkiem powstającym z górnej ściany zalążni i zgrubiałej nasady szyjki słupka.

## Systematyka
Pozycja systematyczna
Rodzaj z rodziny dzwonkowatych Campanulaceae klasyfikowany w jej obrębie do podrodziny Campanuloideae.
Wykaz gatunków
- Craterocapsa alfredica D.Y.Hong
- Craterocapsa congesta Hilliard & B.L.Burtt
- Craterocapsa insizwae (Zahlbr.) Hilliard & B.L.Burtt
- Craterocapsa montana (A.DC.) Hilliard & B.L.Burtt
- Craterocapsa tarsodes Hilliard & B.L.Burtt